# Disco Lies
«Disco Lies» es el primer sencillo en Europa lanzado por el artista Moby. La canción fue lanzada como un solo en los iTunes de los Estados Unidos almacenada el 21 de enero de 2008. La voz femenina en la canción es de la cantante Shayna Steele.

## Video
El video musical de la canción se estrenó el 14 de febrero de 2008 y fue dirigido por Evan Bernard. El video sigue la historia de un bebé polluelo que a una edad joven escapa de una granja de pollos, siendo testigo de la matanza de sus amigos y familiares. El video muestra diez años después (aclimatado a finales de los años 70) cuando el pollo ha crecido y está por venganza por el asesinato de sus amigos. Vestido como un proxeneta, el pollo entra en un restaurante de comida rápida "MFC" (una referencia a KFC) y busca al dueño de la franquicia (jugado por el mismo Moby), un hombre vestido de blanco con barba y sombrero de vaquero Una clara referencia al coronel Sanders de KFC). Después de deshacerse de los dos guardaespaldas del dueño, el pollo persigue al dueño hasta que finalmente lo acorrala en el matadero donde sus amigos fueron asesinados y decapita al dueño con el mismo cuchillo usado para matar a sus parientes. El video es probablemente el producto del veganismo de Moby y el fuerte activismo de los derechos de los animales, ya que hace una fuerte declaración contra la industria de la carne.
Hay dos versiones del video, una censurada y la otra sin censura. En primer lugar, la escena del sacrificio de pollos se corta en la versión censurada. En segundo lugar, en la escena donde el pollo finalmente mata al Coronel, su muerte es indicada por la salpicadura de sangre sobre el cartel del MFC en la versión sin censura. La versión censurada sólo muestra el póster. Por último, en la última escena, la carne de la pierna del coronel está en el plato se muestra en el sin censura, mientras que la carne de mano del coronel en el cubo (como si fuera parte del pollo frito) se muestra para el video censurado.

## Formatos

### Estados Unidos

#### CD: Mute / CD Mute 387
1. "Disco Lies" – 3:23
2. "Clef" – 3:34

#### CD: Mute / LCD Mute 387
1. "Disco Lies" – 3:23
2. "Clef" – 3:34
3. "Disco Lies" (Spencer & Hill Remix) – 6:13
4. "Disco Lies" (Eddie Thoneick Dynamik Dub!) – 6:35
5. "Disco Lies" (Diskokaine Fried Chicken Remix) – 5:59
6. "Disco Lies" (Jacques Renault Remix) – 6:34
7. "Disco Lies" (The Dusty Kid's Fears Remix) – 9:04
8. "Disco Lies" (Video: Censored Version) – 3:26

#### CD: Mute / PCD Mute 387
1. "Disco Lies" (Spencer & Hill Remix)
2. "Disco Lies" (Eddie Thoneick Vocal)
3. "Disco Lies" (Eddie Thoneick Dub)
4. "Disco Lies" (Jacques Renault Remix)
5. "Disco Lies" (Spencer & Hill Radio Edit)
6. "Disco Lies" (Diskokaine Lied Mix)
7. "Disco Lies" (Diskokaine Old Rave)
8. "Disco Lies" (Diskokaine Fried Chicken Mix)
9. "Disco Lies" (Dusty Wild Fear Remix)

- Club Promo

### Reino Unido

#### CDMUTE407
1. "Disco Lies" (Freemasons Edit)
2. "Disco Lies" (Spencer & Hill Radio Edit)

#### 12MUTE407
A1. "Disco Lies" (Freemasons Club Mix)

A2. "Disco Lies" (Eddie Thoneick Dynamik Dub!)

B1. "Disco Lies" (Spencer & Hill Remix)

B2. "Disco Lies" (The Dusty Kid's Fears Remix)

## Clasificación
| Listas (2008)                      | Mejor posición |
| ---------------------------------- | -------------- |
| Austrian Singles Chart             | 21             |
| Belgian Flanders Singles Chart     | 4              |
| Belgian Walonia Singles Chart      | 15             |
| Canadian Hot 100                   | 46             |
| German Singles Chart               | 8              |
| Bulgarian National Top 40          | 4              |
| Brazil Dance Club Play             | 1              |
| Italian FIMI Singles Chart         | 25             |
| Romanian Singles Chart             | 21             |
| Swedish Singles Chart              | 53             |
| Swiss Singles Chart                | 10             |
| Turkey Top 20 Chart                | 17             |
| UK Singles Chart                   | 140            |
| U.S. Billboard Hot Dance Club Play | 1              |

### Listas de fin de año
| Lista (2008)         | Puesto |
| -------------------- | ------ |
| German Singles Chart | 59     |